# Pilato (dramma)
Pilato è un dramma in tre atti di Mario Soldati. Nel 1924 vinse il concorso della Federazione universitaria cattolica italiana (FUCI) e fu pubblicato dalla SEI l'anno successivo.
Nel 2010 è stato rieditato insieme a La madre di Giuda da Nino Aragno editore, con la cura e l'introduzione del professor Giacomo Jori.